# Park im. porucznika pilota Jana Fusińskiego w Sosnowcu
Park im. porucznika pilota Jana Fusińskiego w Sosnowcu (dawniej Park Kruczkowskiego, Park Kresowy, Park Prusa) – park miejski położony przy ulicy Kresowej i Marszałka Józefa Piłsudskiego w Sosnowcu na wschodnim, lewym brzegu Brynicy, łącząc się bezpośrednio z Bulwarem Brynicy. Poprzez rzekę sąsiaduje z terenem kompleksu „Stawiki”, łącząc się z nim przez most pieszo-rowerowy i drogowy na ulicy Kresowej. Od strony północno-zachodniej sąsiaduje z zespołem przyrodniczo-krajobrazowym „Szopienice-Borki” oraz Parkiem Tysiąclecia, łącząc się z nimi trasami rowerowymi (trasa rowerowa nr 5 miasta Katowice oraz trasa nr 465 miasta Sosnowca – Szlak Dawnego Pogranicza). Od strony południowej park sąsiaduje z budynkiem III Liceum Ogólnokształcącego im. Bolesława Prusa w Sosnowcu.
Park powstał w 1935 r. na powierzchni 4,8 ha. Był to pierwszy ogólnodostępny park miejski. W czasie II wojny światowej mocno zniszczony. Zrekonstruowany w latach 1954–1956. W 2007 r. Urząd Miejski przygotował koncepcję modernizacji Parku przy ulicy Kresowej w kierunku parku dendrologicznego istniejącego jako składowa lokalnego programu rewitalizacji miasta Sosnowca. W 2017 r. występowało tu ponad 50 gatunków drzew i krzewów, spośród których najstarsze okazy sięgały wiekiem początków parku.
We wschodniej części parku znajduje się egzotarium prezentujące egzotyczne gatunki roślin i zwierząt, które jest rekonstrukcją przedwojennej palmiarni. W 2014 r. park został włączony w projekt Zagłębiowskiego Parku Linearnego, który ma na celu rewitalizację wybranych terenów cennych przyrodniczo w Zagłębiu Dąbrowskim. W wyniku podjętych prac stworzono pierwszy w Sosnowcu Park Bioróżnorodności, który w 2023 r. połączono z Egzotarium, tworząc jednolity kompleks botaniczny.
Historyczna nazwa Park Kresowy pochodzi od przebiegającej w pobliżu ulicy Kresowej. Do końca 1960 r. był to teren graniczny Sosnowca, a wcześniej w latach 1795–1922 Królestwa Polskiego, które znajdowało się pod zaborem rosyjskim i II Rzeczypospolitej, wyznaczając ich zachodni kres. Nazwę Park Kruczkowskiego zawdzięcza znajdującemu się tu od 1980 r. pomnikowi pisarza Leona Kruczkowskiego.
Park otrzymał oficjalną nazwę 22 lutego 2018 r. uchwałą Rady Miejskiej w Sosnowcu. Obecny patron parku był absolwentem LO im. B. Prusa z 1938 r.. Został zestrzelony podczas II wojny światowej nad Niemcami i był odznaczony orderem Virtuti Militari.

## Galeria

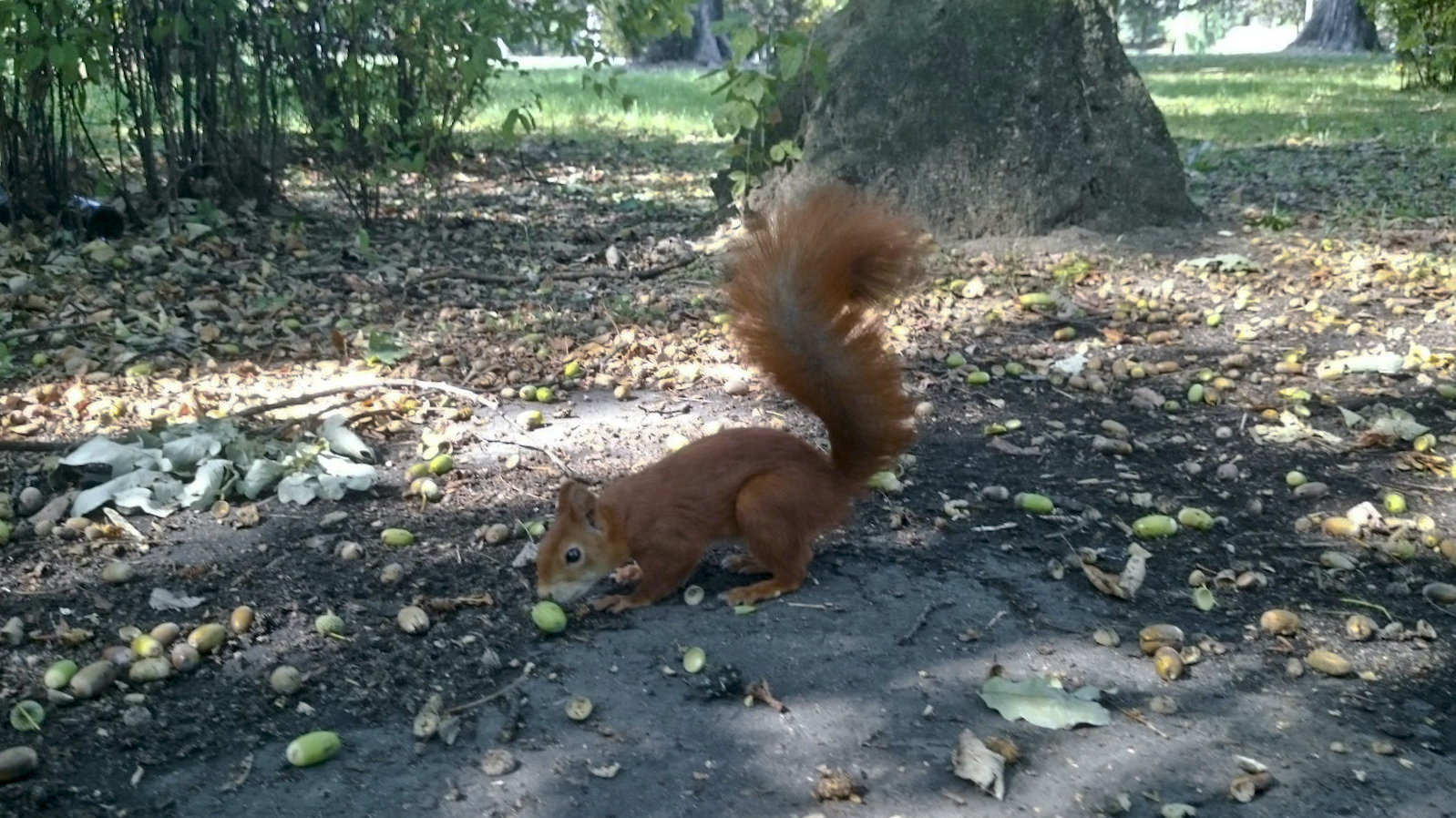
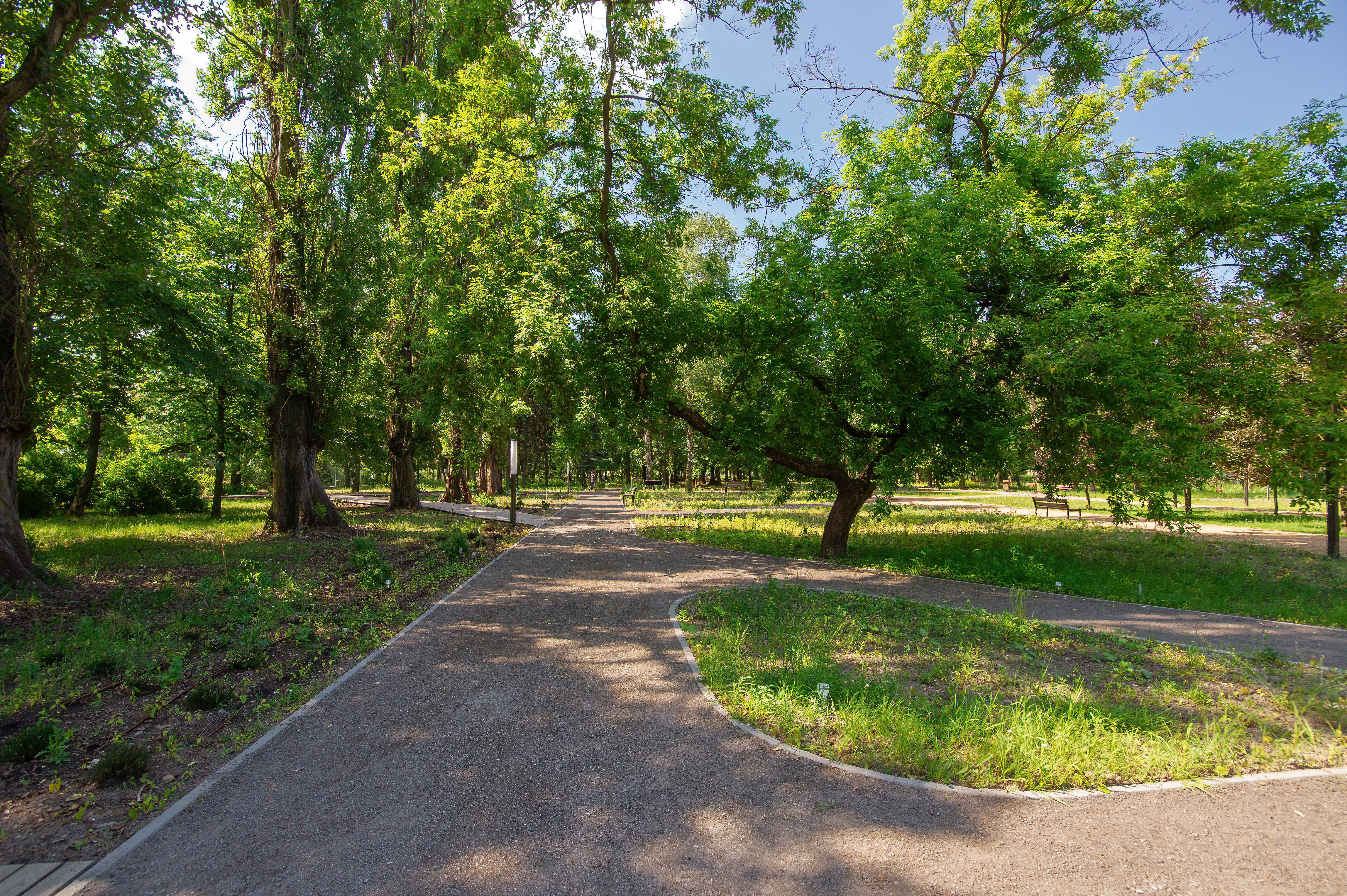
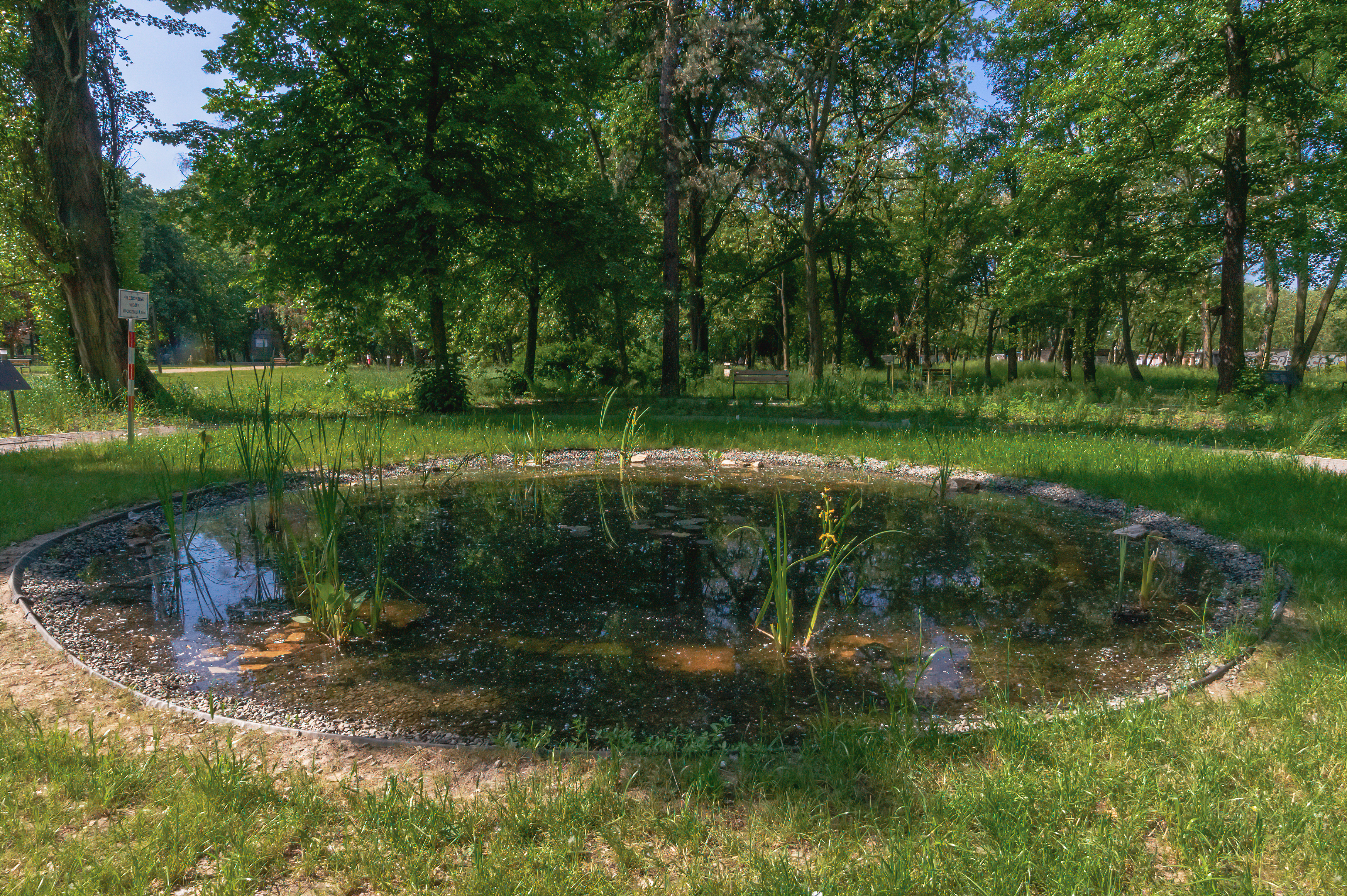
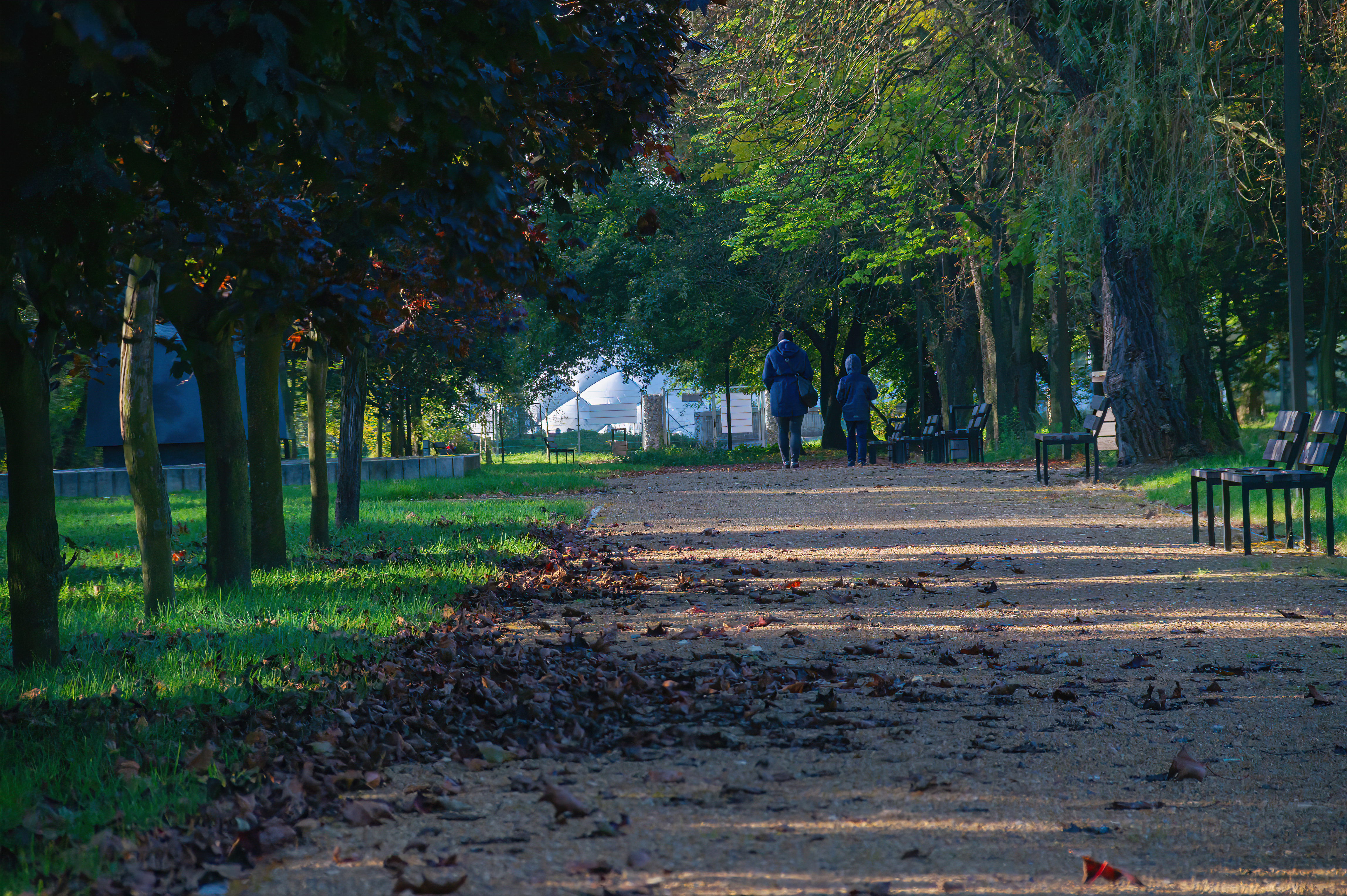
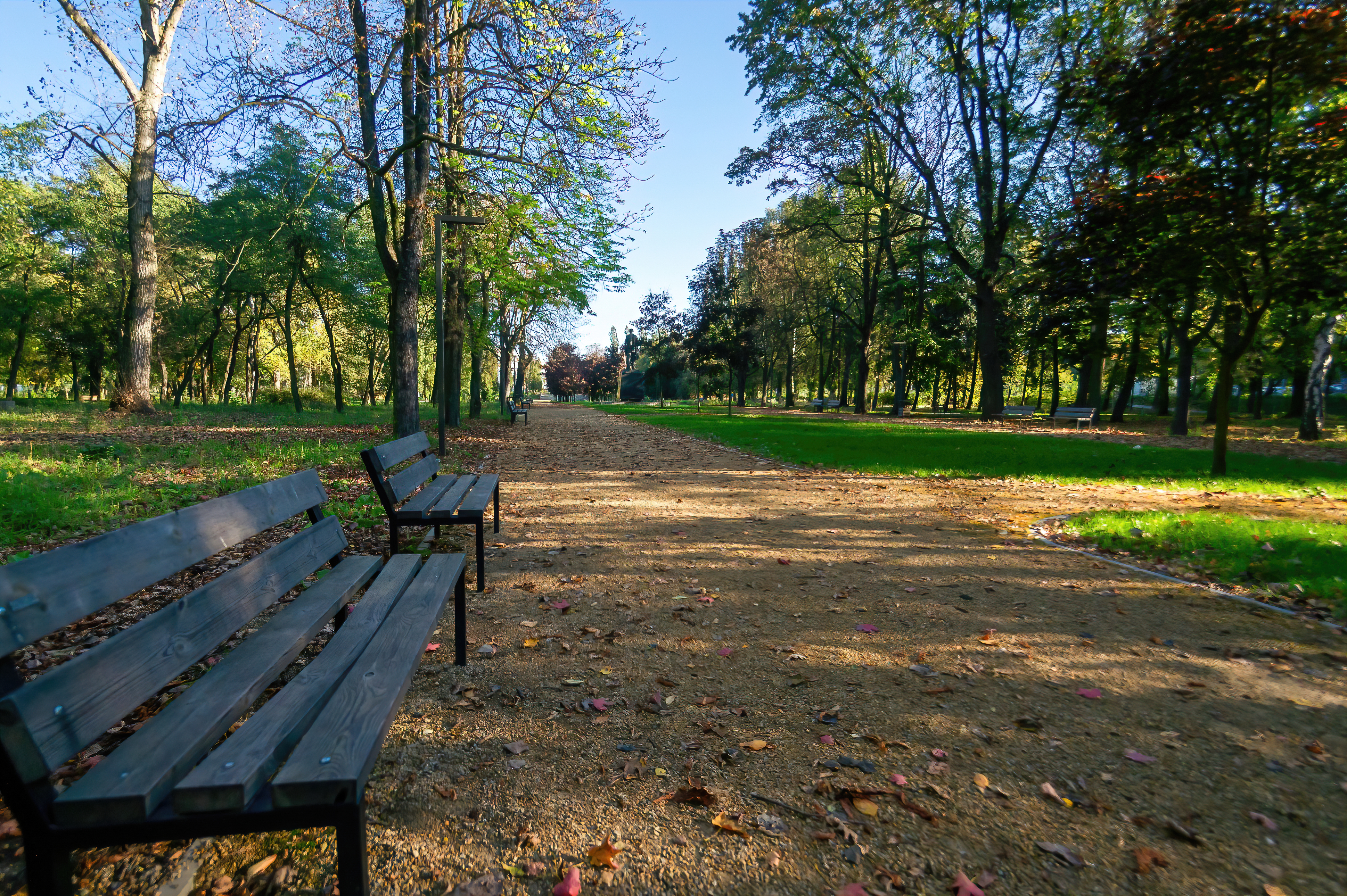
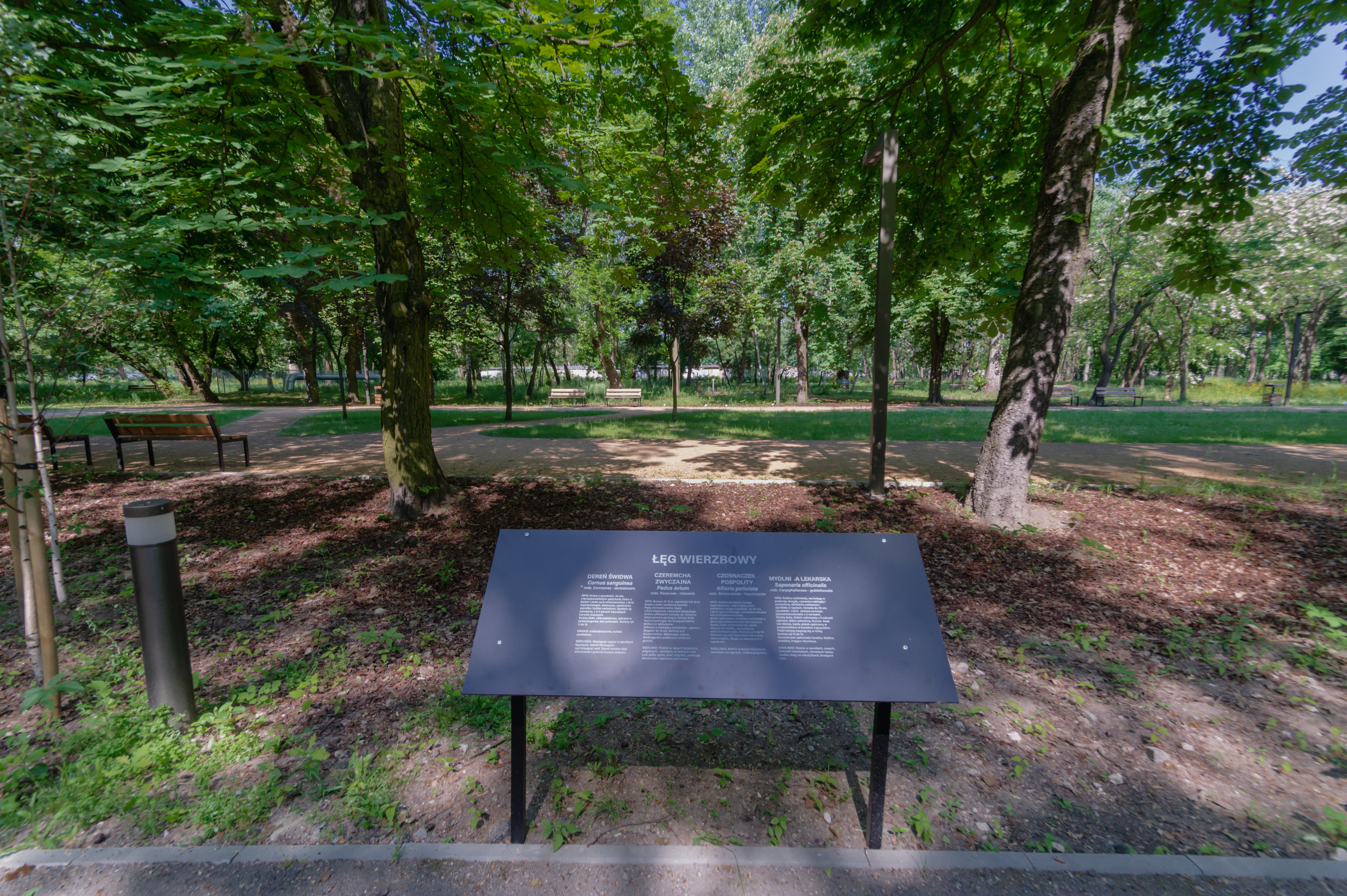
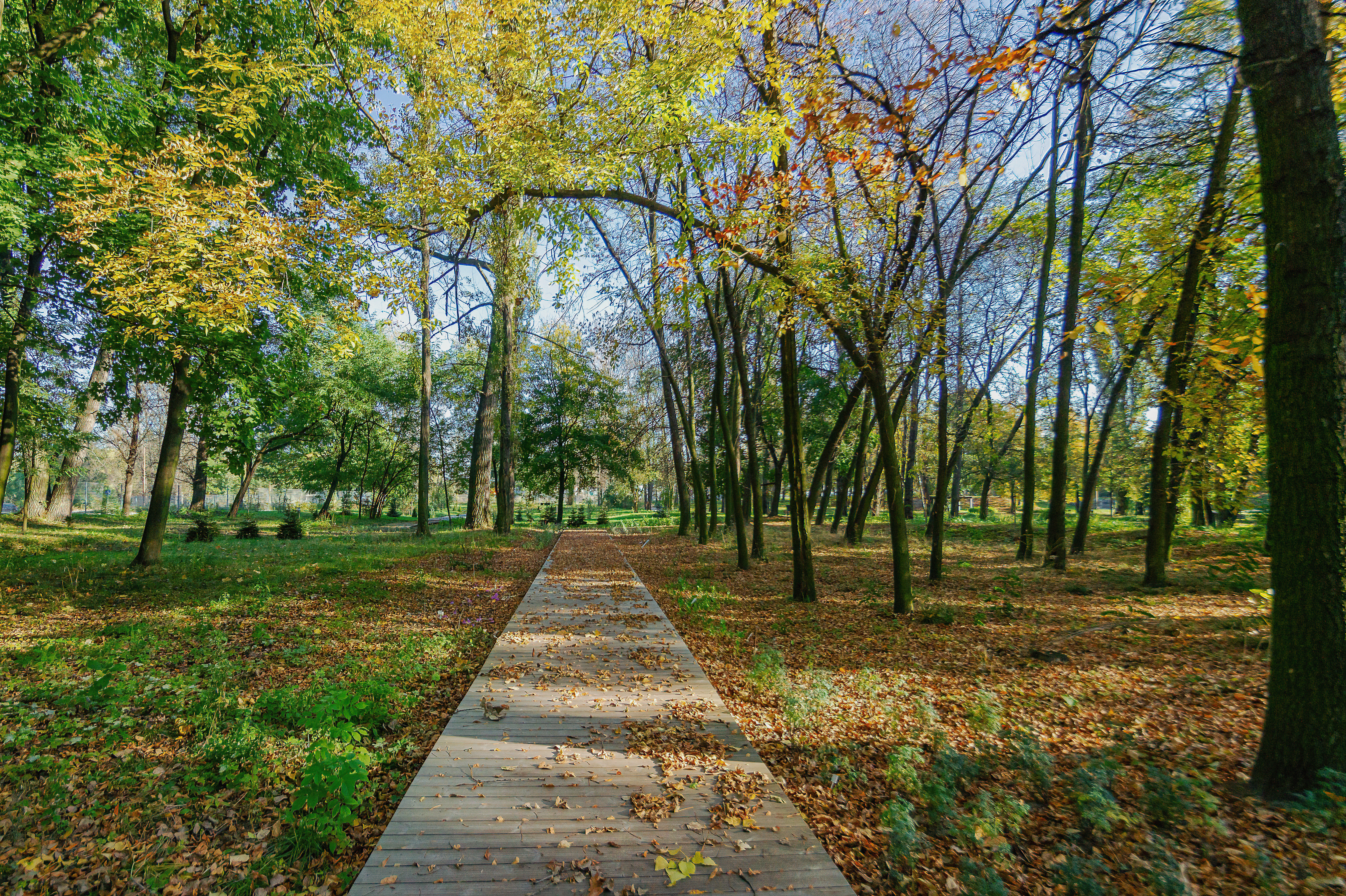